# Утиртобе
Утиртобе (каз. Үтіртөбе) — село в Жетысайском районе Туркестанской области Казахстана. Входит в состав аульного округа Жолдасбая Ералиева. Код КАТО — 514439980.

## Население
В 1999 году население села составляло 1556 человек (769 мужчин и 787 женщин). По данным переписи 2009 года, в селе проживало 1657 человек (817 мужчин и 840 женщин).